# Allonychus braziliensis
Allonychus braziliensis är en spindeldjursart som först beskrevs av McGregor 1950.  Allonychus braziliensis ingår i släktet Allonychus och familjen Tetranychidae. Inga underarter finns listade i Catalogue of Life.